# بياتريس جالينون ميلينك
بياتريس جالينون ميلينك هي عالمة فرنسية متخصصة في علم العلامات (السميوطيقا)، ولدت في مدينة ليل بفرنسا.

## مجال
علوم المعلومات والاتصالات، الأنثروبولوجيا، أنثروبولوجيا الاتصال
المؤسسات :
جامعة نورماندي، UMR IDEES 6266 CNRS
حاصلة على درجة الدكتوراه في العلوم التربوية (توجيه علم الاجتماع)، جامعة باريس الخامسة السوربون
مدير أطروحة غابرييل لانجويت (علم اجتماع التربية، جامعة باريس الخامسة السوربون)
مشهور بمؤسس تتبع الإنسان (ال إشنوس-أنثروبوس) و نماذج تتبع الإشارات.
بياتريس جالينون ميلينك، ولدت في ، هي أستاذة فخري في علوم المعلومات والاتصالات، متخصصة في مجالات الأنثروبولوجيا الاتصالات، في تحليل البعد غير اللفظي لحالات التواصل بين الأشخاص. نهجه في تفسير علامات يندرج تحت موجة جديدة من ما يسمى السيميائية أنثروبوسيميتيك حيث السيميائية المجسدة تحتل مكانا مركزيا.

## السيرة الذاتية
بعد دراسة الاقتصاد والإدارة في جامعتي باو (أوبا) وتولوز 1 كابيتول، ب إرماتريس غالينون-م إرمل إرمنيك حصل على الدكتوراه منجامعة باريس - جامعة السوربون في علوم التربية (1988) تحت إشراف عالم الاجتماع غابرييل لانغو أوخت. من عام 1983 إلى عام 1988 ، ترأست قسم التعليم المستمر بجامعة باو حيث نظمت دورات تدريبية لدعم إعادة التدريب المهني التي سمحت لها باختبار فرضياتها حول دور التواصل غير اللفظي في الاندماج المهني. انتخب عام 1989 محاضرا في علوم المعلومات والاتصالات في معهد علوم المعلومات والاتصالاتجامعة بوردو-مونتين، شاركت في إطلاق (1992) ثم في تطوير المجلة الاتصالات والتنظيم. تدير دبلوم التعليم العالي المتخصص في التواصل الداخلي للمنظمات حيث تطور تفكيرها حول تأثير التواصل بين الأشخاص على إنشاء الشركة وتطويرها وموتها. في عام 1999، أنشأت كديت (البحث في مجال الاتصالات والعلاقات بين البشر والمؤسسات والأقاليم)، وهو فريق بحثي يفتتح بحوثا متعددة التخصصات ومشتركة بين الجامعات بشأن التفاعلات بين البشر وغير البشر والمنظمات. ندوة 2000 حيث اجتمعت في مش الباحثين في العلوم الإنسانية وعلوم الحياة للتفكير في العلاقة بين الإنسان والحيوان يوجه بحثه نحو بيئة المعيشة التي تتميز بتأثير عالم الأنثروبولوجيا غريغوري بيتسون.
في عام 2002، أصبحت أستاذة جامعية في جامعة نورماندي هافن منذ عام 2008، كانت عضوا دائما فيوحدة البحوث المشتركة من المركز الوطني للبحث العلمي (نرس) أفكار (الهويات والتمايز في بيئة المساحات والمجتمعات) 6266، جامعة نورماندي حيث تدير برنامج «لوم-تريس». في عام 2011، أسست مجموعة الأبحاث الدولية: آثار بشرية. منذ 2014, يعمل باحثون من جميع الخلفيات العلمية في شبكة على الآثار كجزء من هـ. مختبر نظام التتبع البشري المعقد الحرم الجامعي الرقمي لليونسكو الذي أسسته. ثم ركز بحثه على تحليل التفاعلات بين الأنظمة. استنادا إلى التقدم في تصوير الدماغ، تظهر أن العلاقات بين «تتبع الواقع» و «تتبع الإنسان» هي أصل تنشيط الآثار في تتبع جسم الإنسان، وهذا التنشيط لا يتطلب بالضرورة تفسيرا. عندما يحدث، بل هو أنثروبوسيميتيك حيث ظهور المعنى ما يدمج الاجتماعية (التعليم، وسائل الإعلام، إلخ.) لا يتم اختزاله.
منذ عام 2011، كانت تدير في طبعات المركز الوطني للبحوث العلمية سلسلة الرجل يتتبع الذي تنشر أعماله الجماعية نصوص الباحثين الذين يشاركون في ظهور "المدرسة الفرنسية الجديدة من أثر الفكر».

## المساهمات الرئيسية

### تفكيك مفهوم التتبع
ب إرماتريس غالينون-إم إرمل إرمنيك يدين تبسيط استخدام مفهوم تتبع والتي، على عكس المظهر، تتطلب تحليلها بكل تعقيدها. في منشوراتها، تكشف عن العمليات في العمل في التفسير البشري للتتبع، مثل دريدا، يدعو العلماء المهتمين بنظرية المعرفة لتنفيذ التفكيكية علم اللاهوت النظامي للمصطلح. من أجل التعميم، تصف الاستخدامات المختلفة لمصطلح «التتبع» في اللغة العادية، وتبين أن «التتبع لا يتكلم» ولكن الإنسان هو الذي يفسر جزءا من الواقع ويسميه يتتبعه في نهاية ديناميكية سيميائية ناتجة عن علاقتها الحساسة بالواقع وتاريخها. وهكذا تكشف لعامة الناس عن وجود «لا فابريك دي لا تريس» (2015), أي مجموعات العمليات التي يتم اشتقاق تصور وتفسير التتبع.

### علامات-آثار، السيميائية العلائقية المتجسدة، السيميائية الأنثروبولوجية
مع ملاحظة أنه ليس كل ما يمكن رؤيته مرئيا بالضرورة، يبدأ ب إرماتريس غالينون-إم إرمل إرمنيك من الفرضية القائلة بأن العلامات تظهر فقط للأفراد الذين كانوا مستعدين في السابق لاستقبالهم، والذي يعتمد على آثار الجسم، أي هيئة تم فيها تسجيل جميع عواقب تفاعلات الفرد مع البيئات التي مر بها بمرور الوقت. ال تتبع الجسم الإنسان-في هذا المؤلف، لا يوجد قطع بين الجسد والعقل-لديه مرونة، نتيجة لتفاعلاته مع البيئات التي يعيش فيها (الطبيعة، الثقافة، التقنيات، المجتمع، إلخ.).
بما أن تفاعلات الجسم مع البيئة المحيطة به خاصة بكل فرد، فإن تتبع الجسم يتم تسجيل الناتج في الفرق، الفرق الذي ينظم استقبال الحساس. لتعني أن إدراك وتفسير العلامة هو النتيجة، تقترح المصطلح " علامة التتبع ». التفسير الذي يقوم به كل إنسان من الحقيقي هنا يندرج تحت أنثروبوسيميتيك حيث تظهر علامات نتيجة للتفاعل بين الجسم-أثر الفرد والواقع. تظاهر الأخير بأنه موجود في حد ذاته (" الواقع في حد ذاته «) يمكن الوصول إليها من قبل الإنسان إلا من خلال جسده وتفسيرها من قبل الرجل يمكن بالتالي إلا أن يكون» واقع الإنسان».
هناك " السيميائية المتجسدة العلائقية» تم استخدام تحليل تفاعل علامات آثار الجثث من قبل الباحثين أو الممثلين المحترفين لتحليل حالات التواصل بين الأشخاص حيث يوجد الجسم. في هذا السياق، يبدو أن تفسير العلامات المنبعثة من الأجسام مدرج في ديناميكية نظامية تربط أثر الجسم للمفسر وتتبع الجسم للتفسير داخل مجمع حيث يتم تحريك الأجسام في الحضور المشترك من خلال التفاعلات الدائمة للآثار.
هذا النهج يجد التطبيقات في مختلف المجالات - الاتصالات الداخلية للشركات، والتوظيف، العلاقة بين الطبيب والمريض - ويضع في منظوره التحيزات التي أدخلها الاتصال عن بعد.

### ال إشنوس-أنثروبوس (أثر الإنسان) في قلب علم الأسماك العام
الإنسان هو رجل تتبع (إيشنوس-أنثروبوس) الذي يحمل جسمه التتبع "عواقب التتبع" للتفاعلات من الخارج-من الداخل ومن الخارج-من الداخل. وفقا للمؤلف، فإن تتبع الجسم وتتبع الوسط يتفاعلان في ديناميكية نظامية منذ أصل البشرية، وهو ما يفسر التطور المشترك للأنواع والوسط  وهو ما يفسر لها من " نظريةعلم الأسماك العام ». تظهر اهتمام تطبيقاتها من خلال تحليل المواقف الخطرة التي يعاني منها معاصروها كجزء من تطوير المجتمع الرقمي (2009) والأزمة الصحية لعام 2020.
مع النموذج الأنثروبولوجي للرجل التتبع، ب إرماتريس غالينون-إم إرمل إرمنيك يفتح المشهد المجازي ل هومو (العاقل أم لا) من أي عصر يحمل جسده آثار (إيشنوس) من الماضي (خاصته ومن البشر الذين سبقوه) والذين تشارك علاقتهم الحالية بالعالم باستمرار في إنتاج مستقبل يدمج «آثار عواقب» أفعاله الحالية. كما تم نشرها وتخصيصها من قبل مؤلفين آخرين، فقد اسم «أثر الإنسان» البعد النموذجي الأولي الذي أراده المؤلف، مما دفعها إلى تفضيل ترجمتها اليونانية «إشنوس-أنثروبوس» كلما تمت الإشارة إلى المعنى الدقيق للنموذج.

## التأثير
في السنوات 1990-2000، منشوراته حول مزايا وعيوب نقل نماذج إدارة الأعمال إلى الجامعات القدرة على إنتاج آراء الخبراء للجنة الوطنية لتقييم البحوث (ني) ثم للمهمة العلمية لمديرية البحوث.
في السنوات 2010-2020، مع تطوير المنشورات على الأنثروبوسين، نموذج إيشنوس - أنثروبوس، مصطلحات «رجل تتبع»، «الجسم تتبع»، «علامة تتبع» أثار تدريجيا جنون معين. ومع ذلك، وفقا لبعض أدوات الفهرسة، مثل جوجل سكولار، تدعونا الاستشهادات إلى استنتاج أن استخداماتها في المقالات الفرنسية في العلوم الإنسانية للعقد 2008-2018 ترتبط في كثير من الأحيان بالقوة المثيرة للكلمات التي تتكون منها أكثر من المنظور المنهجي والديناميكي والمتعدد النطاق الذي تغطيه لمؤلفها. تكشف آثار الاستشارات الرقمية للكتب والمنشورات عن قراء ينتمون إلى 60 ٪ من المجتمع الأكاديمي ومن خلفيات جغرافية مختلفة.
في عام 2020، خلال جائحة كوفيد 19، ملاحظات «عواقب آثار» حبس البشر على الحد من تلوث الهواء في الصين يوسع التأثير الدولي للمؤلف لم تتوقف منظمة الصحة العالمية في السابق عن التحذير من الاهتمام العملي للنظام البيئي المرتبط بنموذج التتبع البشري والدعوة إلى السلوك المسؤول والأخلاقي. نمذجة ظهور السيميائية من «علامة التتبع» عبر «تتبع الجسم»- الذي يسلط الضوء على العلاقة المحددة القائمة بين الإنسان-تتبع يتطور دائما والواقع-تتبع يتطور باستمرار - ثم بمثابة دعم للتحليل النفسي والاجتماعي والمعرفي والإيكولوجي للملاحظات.

## الأعمال الرئيسية
- تتبع أوديسي 1. رحلة تتجاوز المظاهر، هوبوكين (الولايات المتحدة الأمريكية) جون ويلي وأولاده ولندن (المملكة المتحدة)، إيست المحدودة، فبراير 2021, (ردمك 978-1- 78630-551-0)
- L'Homme-Trace (بالفرنسية). Paris: CNRS Editions. 2017. p. 415. ISBN:978-2-271-11417-4.
- الأوديسة من أثر 1. رحلة ما بعد المظاهر، لندن، طبعات إيست، 2020. (ردمك: 9781784057008.الكتاب الاليكتروني: 9781784067007)
- « Homme-trace » et « signes-traces », deux paradigmes français à l’épreuve des faits (بالفرنسية). Rouen: Klog Editions. 2012. p. 125. ISBN:978-2-9539459-7-3.
- L'homme trace (بالفرنسية). Paris: CNRS Editions. 2011. p. 410. ISBN:978-2-271-07139-2.
- Penser autrement la communication (بالفرنسية). Paris/Budapest/Kinshasa etc.: L'Harmattan. 2007. p. 247. ISBN:978-2-296-02658-2.
- Homme/animal : quelles relations ? Quelles communications ? (بالفرنسية). Mont-Saint-Aignan: Presses Universitaires Rouen. 2003. p. 228. ISBN:2-87775-353-0.
- De la formation à l'emploi, le rôle de la communication (بالفرنسية). Presses Universitaires Pau. 1994. p. 256. ISBN:978-2-908930-15-3.
- Projet et communication dans les universites (بالفرنسية). Editions d'Organisation. 1991. p. 225. ISBN:978-2-7081-1320-6.
- Avec Sami Zlitni (2015). Traces numériques (بالفرنسية). Paris: CNRS Editions. p. 290. ISBN:978-2-271-07239-9.
- Avec Fabien Lienard; Sami Zlitni (2015). L'homme-trace (بالفرنسية). Paris: CNRS Editions. p. 284. ISBN:978-2-271-08324-1.[24]
- Avec Fabienne Martin-Juchat (2008). Le corps communicant (بالفرنسية). Paris: L'Harmattan. p. 239. ISBN:978-2-296-04597-2.[25]

## مقالات على الإنترنت
- "From Traces and Human Trace to Human-Trace Paradigm". Springer Proceedings in Complexity (بالإنجليزية): 337-349. 2015. Archived from the original on 2022-10-02.
- "A la recherche de la trace". Communication et Organisation (بالفرنسية): 31-50. 2015. Archived from the original on 2023-01-25.
- "The future of the Homme-trace". Netcom (بالإنجليزية): 107-130. 2014. Archived from the original on 2023-04-25.
- "Du « genre » social au « genre » incorporé : Le « corps genré » des SIC". Revue française des sciences de l’information et de la communication (بالفرنسية). 2014. Archived from the original on 2022-10-02.
- "Expérience incarnée, construction cognitive et jugement". Revue française des sciences de l’information et de la communication (بالفرنسية). 2013. Archived from the original on 2023-02-03.
- "Des signes-traces à l'Homme-trace. La production et l'interprétation des traces placées dans une perspective anthropologique". Intellectica (بالفرنسية). 2013. Archived from the original on 2023-06-07.